# 3. domobranski ulanski polk (Avstro-Ogrska)
Za druge 3. polke glejte 3. polk.
3. domobranski ulanski polk je bil konjeniški polk avstro-ogrskega Domobranstva.

## Zgodovina

### Prva svetovna vojna
Njegova narodnostna sestava leta 1914 je bila sledeča: 69% Poljakov, 26% Rutencev in 5% drugih.
Naborni okraj polka je bil v Przemyślu, pri čemer so bile polkovne enote garnizirane v Rzeszówu.

## Poveljniki polka
- 1898: Karl Pokorny[1]
- 1914: Valerian Fehmel[2]